# Zračna luka Sombor
Zračna luka Sombor (IATA: SOR, ICAO: LYSO) je zračna luka kod grada Sombora. 
Nalazi se 7 km jugozapadno od grada Sombora, 9 km sjeveroistočno od Apatina, između sela Kupusine (zapadno) i Prigrevice (jugoistočno). Sjeverozapadno prolazi cesta br. 101, južno je Kanal Dunav – Tisa – Dunav, a nekoliko kilometara sjeverno je Veliki bački kanal. Nekoliko kilometara sjeverozapadno prolazi željeznička pruga iz Sombora prema Apatinu, a istočno prolazi željeznička pruga koja vodi od Sombora prema Prigrevici, Sonti i dalje prema Hrvatskoj, a odvojak vodi izravno na ovu zračnu luku. Sjeverno je željeznička postaja Bukovački salaši i salašarsko naselje Centrala, istočno je salašarsko naselje Bukovac i rječica Mostonga.

## Povijest
Sagradio ju je Treći Reich za vrijeme osovinske vlasti u Bačkoj 1944. godine. Bila je betonska, duga 1200 m, a široka 60 metara. Nalazi se na 83 metra nadmorske visine.
Vojnom je zračnom lukom, a danas se radi na njenoj prenamjeni u civilnu. Na prijedlog čelnika općine Apatin Živorada Smiljanića, dogovoreno je da predstavnici talijanskog konzorcija pošalju pismo namjere prema kojem bi definirali uvjete za definiranje studije i ime mogućeg ulagača. Ministarstvo obrane Republike Srbije prvo mora dati svoj pristanak da se ovo prenamjeni u civilni objek, stoga njome još uvijek upravlja Vojska Srbije. Postoji i namjera zračne luke FlyBalaton da se ova luka prenamijeni u civilnu.
Stradala je 1999. za NATO-vog bombardiranja.

## Vanjske poveznice
- JP Aerodrom Sombor  Arhivirana inačica izvorne stranice od 2. svibnja 2012. (Wayback Machine)